# Конституційний суд Албанії

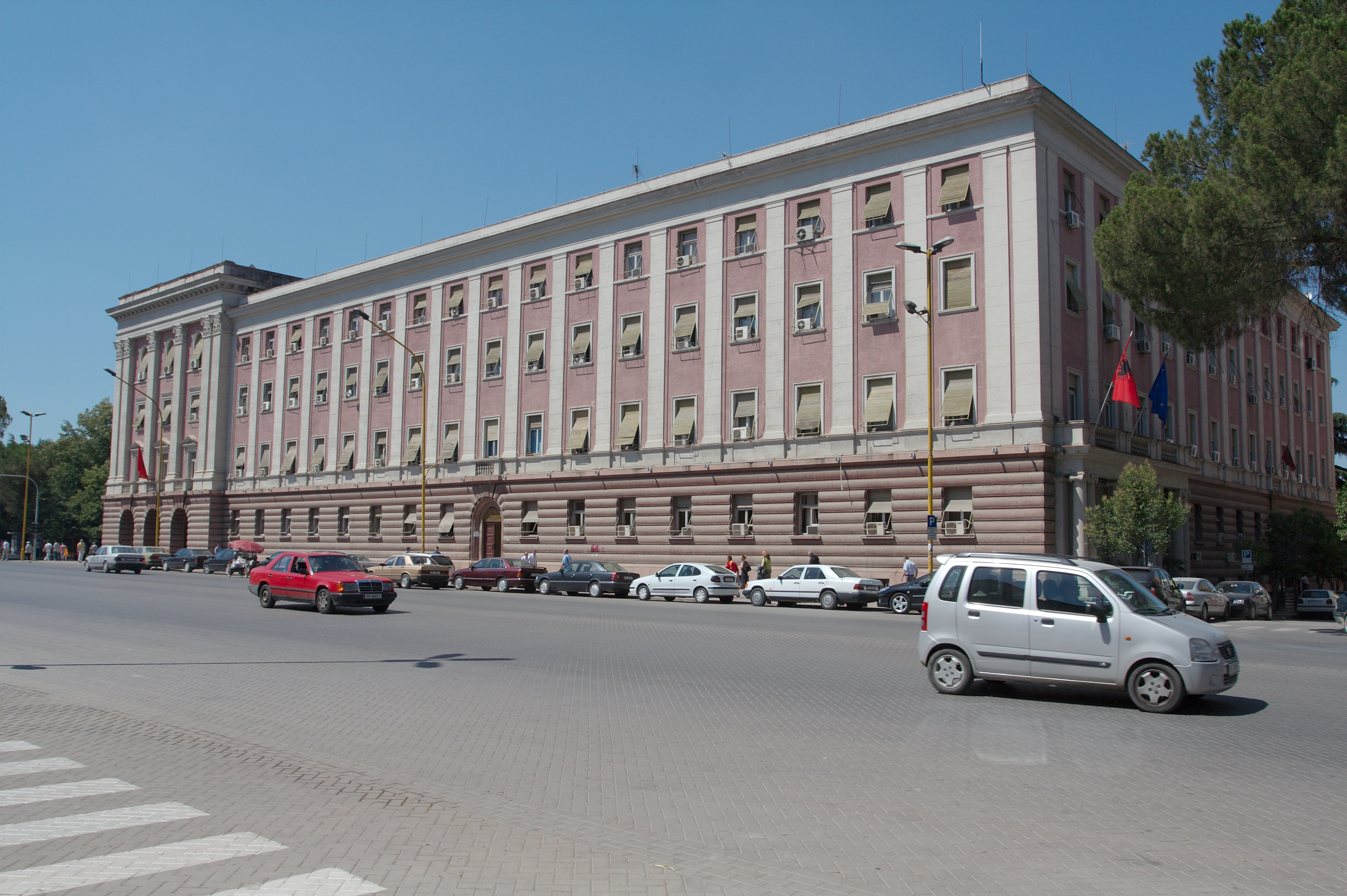
Будівля Конституційного суду Албанії у Тирані

Конституційний суд Албанії (алб. Gjykata Kushtetuese e Shqipërisë) — орган конституційного правосуддя в Албанії, який гарантує дотримання Конституції і здійснює її офіційне тлумачення.

## Склад
Конституційний суд складається з 9 членів призначаються строком на 9 років без права повторного переобрання. Судді призначаються Президентом після схвалення кандидатур у Парламенті. Кожні три роки одна третина складу оновлюється. Голова призначається Президентом за згодою Парламенту на три роки.

## Функції

### Основні
Повноваження Конституційного суду передбачені в статті 131 Конституції, згідно якої він приймає рішення, що стосуються:
- Невідповідності законів Конституції або міжнародним угодам;
- Невідповідності Конституції міжнародних договорів до їх ратифікації;
- Невідповідності нормативних актів центральних і місцевих органів влади Конституції і міжнародним угодам;
- Суперечок компетенції між вищими органами влади і між центральними і місцевими органами влади;
- Конституційності партій та інших політичних організацій та їх діяльності;
- Відмови від посади Президента Республіки та перевірки нездатності їм виконувати свої функції;
- Питань, пов'язаних з виборами та перевірки підсумків голосування;
- Конституційності референдуму і перевірки його результатів;
- Остаточного рішення за індивідуальними скаргами громадян про порушення їх конституційних прав на належну правову процедуру, після того, як вичерпані всі засоби правового захисту цих прав.

### Додаткові
Конституційний суд також приймає рішення про конституційність:
- Рішення Парламенту про відставку Президента Республіки (стаття 90/3, 91/2 Конституції);
- Рішення Парламенту про звільнення судді Верховного суду (ст. 140 Конституції);
- Рішення Ради міністрів про звільнення мерів муніципальних утворень (ст. 115 Конституції);
- Згоди на кримінальне переслідування відносно судді Конституційного суду (ст. 126 Конституції) і Верховного суду (стаття 137/2 Конституції).